# حد تولمن–اوپنهایمر–ولکوف
حد تولمن-اوپنهایمر-ولکوف (انگلیسی: Tolman–Oppenheimer–Volkoff limit) که بنام (حد TOV) نیز شناخته می‌شود حد بالایی ممکن رسیدن جرم در مورد ستارگان نوترونی سرد و بدون چرخش است که مشابه حد چاندراسخار برای ستارگان کوتوله سفید است.
کار نظری در این مورد در سال ۱۹۹۶ این حد را در حدود ۱٫۵ تا ۳٫۰ جرم خورشیدی قرار داد، که مربوط به جرم اولیه ۱۵ تا ۲۰ جرم خورشیدی است. کارهای بیشتر در همان سال محدودهٔ دقیق‌تری؛ از ۲٫۲ تا ۲٫۹ جرم خورشیدی، را ارائه داد.
مشاهدات جی‌دبلیو ۱۷۰۸۱۷، اولین رویداد موج گرانشی ناشی از ادغام ستارگان نوترونی (که تصور می‌شود در عرض چند ثانیه پس از ادغام به یک سیاه‌چاله سقوط کرده‌اند)، این حد را نزدیک به 2.17M☉ (خورشیدی) قرار داد.